# المحافظة الشرقية (سريلانكا)
المحافظة الشرقية (بالسنهالية: නැගෙනහිර පළාත)‏(بالتاميلية: கிழக்கு மாகாணம்)‏ هي إحدى محافظات سريلانكا التسع. أنشئت المحافظة في القرن التاسع عشر لا أنها لم تكتسب وضعًا قانونيًا حتى أنشئت مجالس المحافظات بموجب التعديل الثالث عشر للدستور في عام 1987. دمجت المحافظة مع المحافظة الشرقية في وحدة إدارية واحدة عُرفت باسم "المحافظة الشمالية الشرقية" في عام 1988 ثم أعيد فصلهما في 2006. عاصمتها مدينة ترينكومالي وأكبر مدنها مدينة كالموناي.

## التاريخ

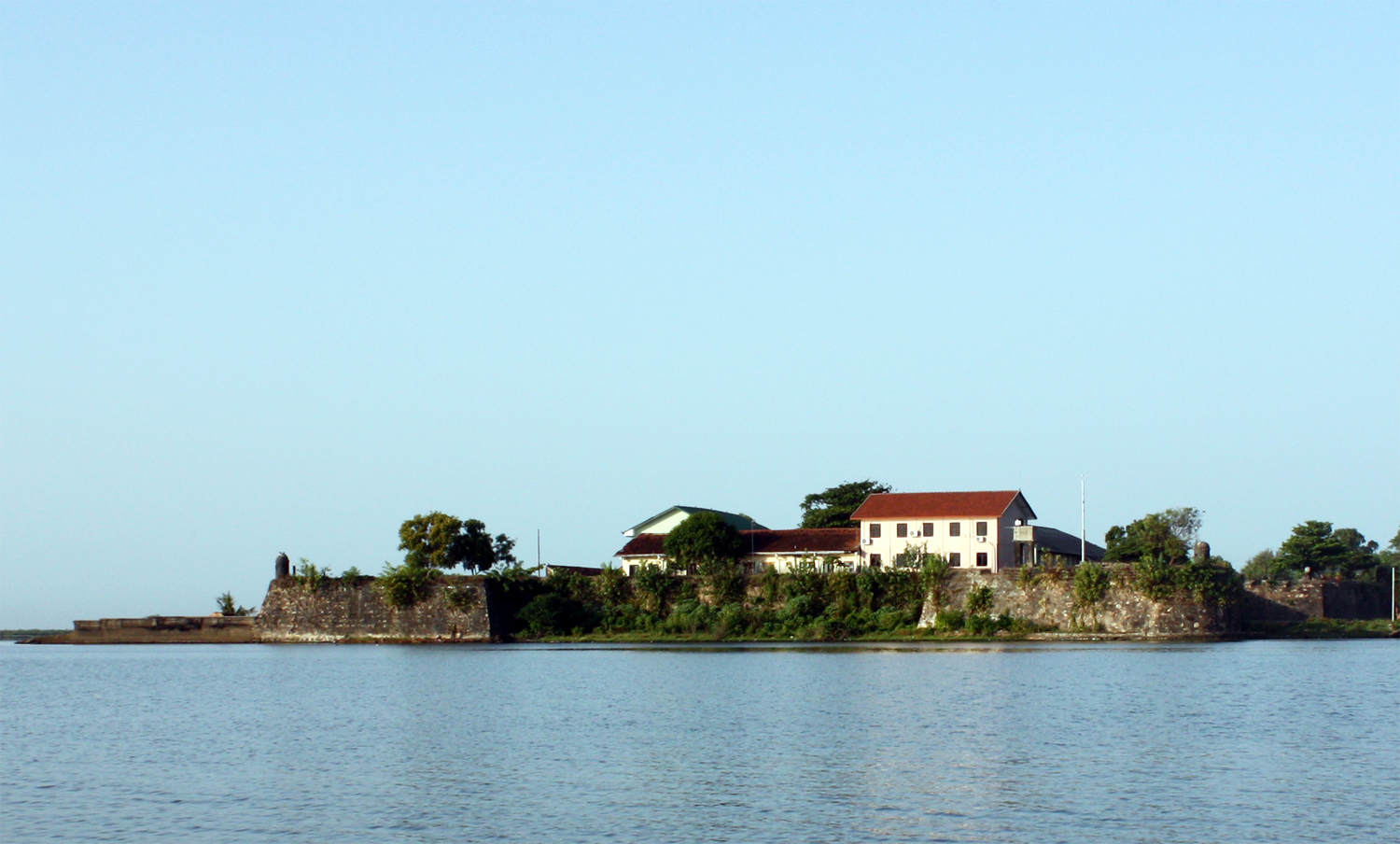
حصن باتيكالوا الذي بناه البرتغاليون عام 1628

فرض البريطانيون سيطرتهم على جزيرة سيلان في عام 1815 وقسموا البلاد إلى إلى ثلاث وحدات عرقية: السنهالية والسنهالية الكاندية والتاميلية، وكانت المحافظة الشمالية تتبع للإدارة التاميلية. أُلغي التقسيم العرقي في عام 1833 بناء على توصيات لجنة كولبروك كاميرون واستُبدل بإدارة موحدة مقسمة إلى خمس محافظات. كانت إحداها المحافظة الشمالية التي تشكلت من مقاطعات باتيكالواوبينتينا وتامانكادوفا وترينكومالي. نُقلت تامانكادوفا إلى المحافظة الشمالية الوسطى التي أُنشئت حديثًا عام 1873، ونُقلت بينتينا إلى محافظة يوفا التي أُنشئت عام 1886.
وقعت الهند وسريلانكا اتفاقية في 29 يوليو 1987 نصت على نقل سلطات الحكومة إلى المحافظات ودمج المحافظتين الشمالية والشرقية في وحدة إدارية واحدة مؤقتًا وإجراء استفتاء في المحافظة الشرقية بحلول 31 ديسمبر 1988 لتحديد ما إذا سيستمر الاندماج أو تفصل المحافظتين، إلا أن الاتفاق منح الرئيس السريلانكي صلاحية تأجيل الاستفتاء وفقًا لتقديره.
أقر البرلمان السريلانكي التعديل الثالث عشر لدستور عام 1978 وقانون مجالس المحافظات رقم 42 لعام 1987 في 14 نوفمبر 1987. أصدر الرئيس جونيوس ريتشارد جيوردين أمرًا في 2 و8 سبتمبر 1988 يدمج المحافظتين الشمالية والشرقية تحت إدارة مجلس منتخب واحد وتسمية المحافظة الجديدة باسم "المحافظة الشمالية الشرقية". كان من المفترض أن يكون هذا الإجراء مؤقتًا إلى حين إجراء استفتاء في المحافظة الشرقية لتحديد مصير الدمج. إلا أن الاستفتاء لم يُجرَ أبدًا وواصل الرؤساء السريلانكيون المتعاقبون إصدار قرارات سنوية لتمديد وضع الكيان "المؤقت".
رفض القوميين السنهاليين هذا الدمج، إذ شكّلت المحافظة الجديدة ما يقارب ربع مساحة سريلانكا، أثار هذا الأمر مخاوفهم من احتمال وقوعها تحت سيطرة حركة نمور التاميل المتمردة سواء بشكل مباشر أو غير مباشر. قدّم الحزب السياسي جاناثا فيموكسي بيرامونا في 14 يوليو 2006 ثلاثة التماسات منفصلة إلى المحكمة العليا للمطالبة بإنشاء مجلس إقليمي مستقل للمنطقة الشرقية. قضت المحكمة العليا في 16 أكتوبر 2006 ببطلان القرارات الرئاسية التي تدعم الدمج. أُلغي رسميًا دمج المحافظة الشمالية الشرقية، وأعيد تقسيمها إلى المحافظتين الشمالية والشرقية في 1 يناير 2007.
سيطر نمور التاميل على أجزاء كبيرة من المحافظة الشمالية لسنوات عديدة خلال الحرب الأهلية حتى استعادها الجيش السريلانكي في عام 2007. جرت عدد من حوادث إطلاق النار بعد نهاية الحرب الأهلية اتهم فيها المجتمع جماعات التاميل الموالية للحكومة مثل تاميل مَكَّل فيدوتالاي بوليكَل.
قررت الحكومة نزع سلاح الجماعات شبه العسكرية التاميلية في عام 2008 مع تصاعد حوادث إطلاق النار العشوائي بين الفصائل التاميلية المختلفة. عارضت الجماعات التخلي عن أسلحتها بدعوى التهديد الذي تشكله جبهة نمور التاميل وأكدت أنها أنها لا تنشط في المناطق المدنية. نُزع سلاح هذه الجماعات بالكامل بعد هزيمة نمور التاميل في عام 2009.
خصص المانحيين الدوليين ما لا يقل عن 500 مليون دولار لتنمية المنطقة الشرقية منذ أن سيطرت عليها الحكومة السريلانكية في عام 2007. شهدت المنطقة تطورًا ملحوظًا في إطار برنامج "النهضة الشرقية" الذي يتضمن مشاريع تنموية منها إعادة تأهيل الطرق والمدارس والمستشفيات وإعادة توطين النازحين وإنشاء 88 مركزًا لتكنولوجيا المعلومات والاتصالات. وإعادة بناء جسر والاي إيرافو وتطوير ملعب ويبر في باتيكالوا وزيادة الإنتاج الزراعي وبناء جسور جديدة وتحسين شبكة الطرق وإنشاء 48,000 منزل للأسر الفقيرة، وتطوير ميناء ترينكومالي وبناء محطة سامبور للطاقة وإنشاء منطقة سامبور الصناعية وتطوير ميناء أولوفيل في أمبارا.

## الجغرافيا

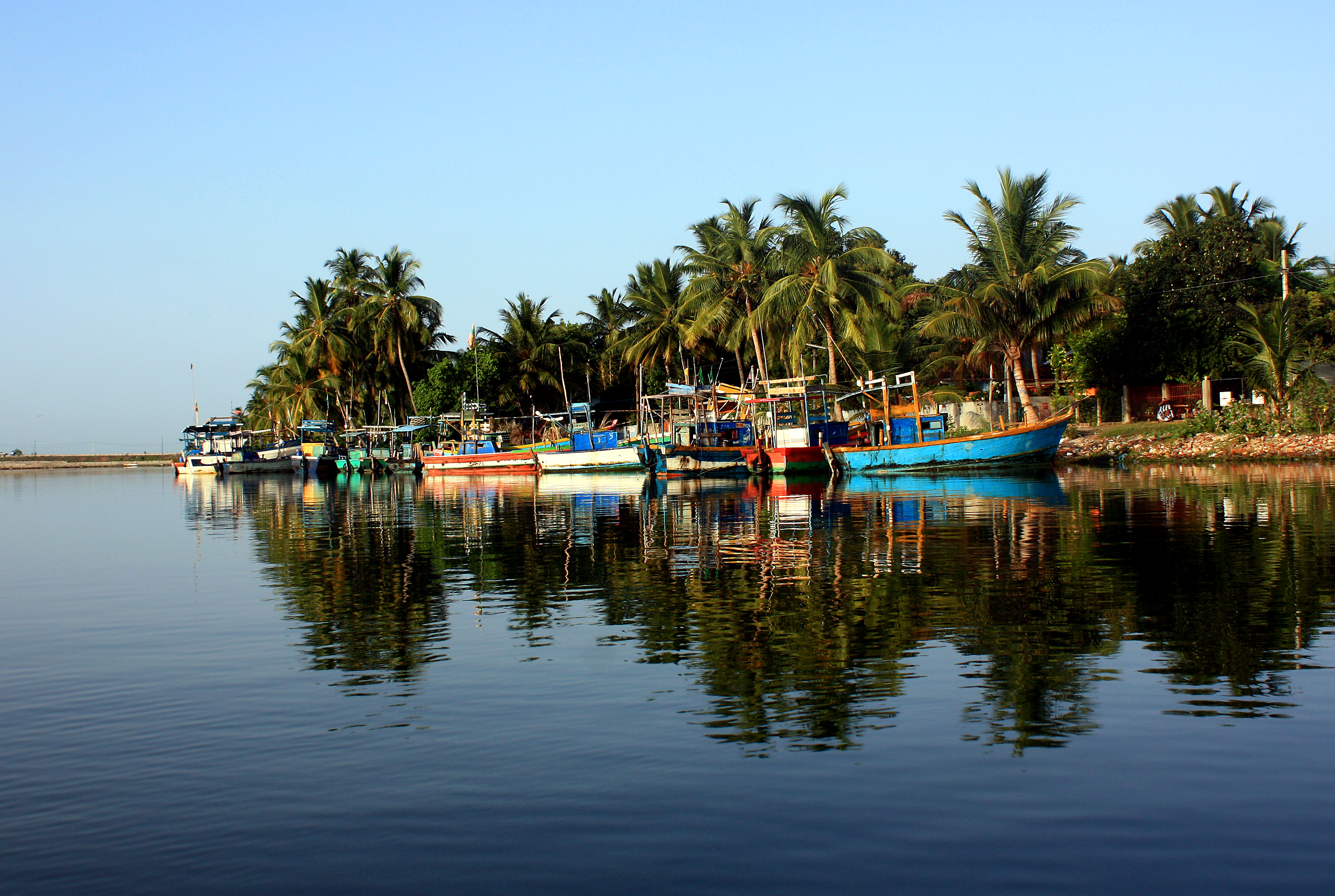
قوارب صيد في بحيرة باتيكالوا

تبلغ مساحة المحافظة 9,996 كيلومتر مربع (3,859 ميل2). تحدّها من الشمال المحافظة الشمالية ومن الشرق خليج البنغال ومن الجنوب المحافظة الجنوبية ومن الغرب محافظات يوفا والوسطى والشمالية الوسطى.

## التقسيم الإداري

### المقاطعات
| المقاطعة ‏          | عاصمة      | أمانة الأقسام | غراما نيلادهاري ‏ | المساحة (كم2) | مساحة اليابسة (كم2) | السكان (2012)    | السكان (2012) | السكان (2012) | السكان (2012)  | السكان (2012) | السكان (2012) | الكثافة السكانية (/كم2) |
| المقاطعة ‏          | عاصمة      | أمانة الأقسام | غراما نيلادهاري ‏ | المساحة (كم2) | مساحة اليابسة (كم2) | تاميليو سريلانكا | المسلمون      | سنهاليون      | تاميليو الهند ‏ | أخر           | المجموغ       | الكثافة السكانية (/كم2) |
| ------------------ | ---------- | ------------- | ---------------- | ------------- | ------------------- | ---------------- | ------------- | ------------- | -------------- | ------------- | ------------- | ----------------------- |
| مديرية أمبارا ‏     | أمبارا ‏    | 20            | 507              | 4,415         | 4,222               | 112,750          | 282,484       | 251,018       | 165            | 1,640         | 648,057       | 147                     |
| مقاطعة باتيكالوا   | باتيكالوا  | 14            | 348              | 2,854         | 2,610               | 381,285          | 133,844       | 6,127         | 1,015          | 2,871         | 525,142       | 184                     |
| مديرية ترينكومالي ‏ | ترينكومالي | 11            | 230              | 2,727         | 2,529               | 115,549          | 152,854       | 101,991       | 6,531          | 1,257         | 378,182       | 139                     |
| المجموع            | المجموع    | 45            | 1,085            | 9,996         | 9,361               | 609,584          | 569,182       | 359,136       | 7,711          | 5,768         | 1,551,381     | 155                     |

### المدن الكبرى
| المدينة      | المقاطعة ‏          | السكان (تقدير 2012) |
| ------------ | ------------------ | ------------------- |
| Kalmunai     | مديرية أمبارا ‏     | 106,783             |
| ترينكومالي   | مديرية ترينكومالي ‏ | 99,135              |
| باتيكالوا    | مقاطعة باتيكالوا   | 92,332              |
| مدينة قحطان ‏ | مقاطعة باتيكالوا   | 40,883              |
| ايرافور ‏     | مقاطعة باتيكالوا   | 25,582              |
| أمبارا ‏      | مديرية أمبارا ‏     | 20,309              |

## السكان
بلغ عدد سكان المحافظة الشرقية 1,551,381 نسمة في عام 2012. المحافظة هي الأكثر تنوعا في سريلانكا عرقيا ودينيا. تأثر سكان المحافظة بشدة من الحرب الأهلية التي قتل فيها ما يقرب من 100,000 نسمة. هاجر مئات الآلاف من التاميل السريلانكيين —وربما يصل العدد إلى مليون شخص— أثناء الحرب إلى الدول الغربية وإلى العاصمة كولومبو.

### الأعراق
| السنة (تعداد) | تاميليون | تاميليون | المسلمون | المسلمون | سنهاليون | سنهاليون | أخر    | أخر   | المجموع   |
| السنة (تعداد) | العدد    | %        | العدد    | %        | العدد    | %        | العدد  | %     | المجموع   |
| ------------- | -------- | -------- | -------- | -------- | -------- | -------- | ------ | ----- | --------- |
| 1881          | 75,318   | 58.96%   | 43,001   | 33.66%   | 5,947    | 4.66%    | 3,489  | 2.73% | 127,755   |
| 1891          | 86,701   | 58.41%   | 51,206   | 34.50%   | 7,508    | 5.06%    | 3,029  | 2.04% | 148,444   |
| 1901          | 96,917   | 55.83%   | 62,448   | 35.97%   | 8,778    | 5.06%    | 5,459  | 3.14% | 173,602   |
| 1911          | 101,181  | 55.08%   | 70,395   | 38.32%   | 6,909    | 3.76%    | 5,213  | 2.84% | 183,698   |
| 1921          | 103,245  | 53.54%   | 75,992   | 39.41%   | 8,744    | 4.53%    | 4,840  | 2.51% | 192,821   |
| 1946          | 136,059  | 48.75%   | 109,024  | 39.06%   | 23,456   | 8.40%    | 10,573 | 3.79% | 279,112   |
| 1953          | 167,898  | 47.37%   | 135,322  | 38.18%   | 46,470   | 13.11%   | 4,720  | 1.33% | 354,410   |
| 1963          | 246,059  | 45.03%   | 184,434  | 33.75%   | 108,636  | 19.88%   | 7,345  | 1.34% | 546,474   |
| 1971          | 315,566  | 43.98%   | 247,178  | 34.45%   | 148,572  | 20.70%   | 6,255  | 0.87% | 717,571   |
| 1981          | 410,156  | 42.06%   | 315,436  | 32.34%   | 243,701  | 24.99%   | 5,988  | 0.61% | 975,251   |
| تقدير 2007    | 590,132  | 40.39%   | 549,857  | 37.64%   | 316,101  | 21.64%   | 4,849  | 0.33% | 1,460,939 |
| 2012          | 617,295  | 39.79%   | 569,738  | 36.72%   | 359,136  | 23.15%   | 5,212  | 0.34% | 1,551,381 |

### الدين
| السنة      | الإسلام | الإسلام | الهندوسية | الهندوسية | البوذية | البوذية | المسيحية | المسيحية | أخر    | أخر   | المجموع   |
| السنة      | السكان  | %       | السكان    | %         | السكان  | %       | السكان   | %        | السكان | %     | المجموع   |
| ---------- | ------- | ------- | --------- | --------- | ------- | ------- | -------- | -------- | ------ | ----- | --------- |
| تعداد 1981 | 317,354 | 32.54%  | 372,464   | 38.19%    | 237,416 | 24.34%  | 47,112   | 4.83%    | 905    | 0.09% | 975,251   |
| تعداد 2012 | 575,936 | 37.12%  | 539,570   | 34.78%    | 354,772 | 22.87%  | 80,801   | 5.21%    | 302    | 0.02% | 1,551,381 |

## الاقتصاد

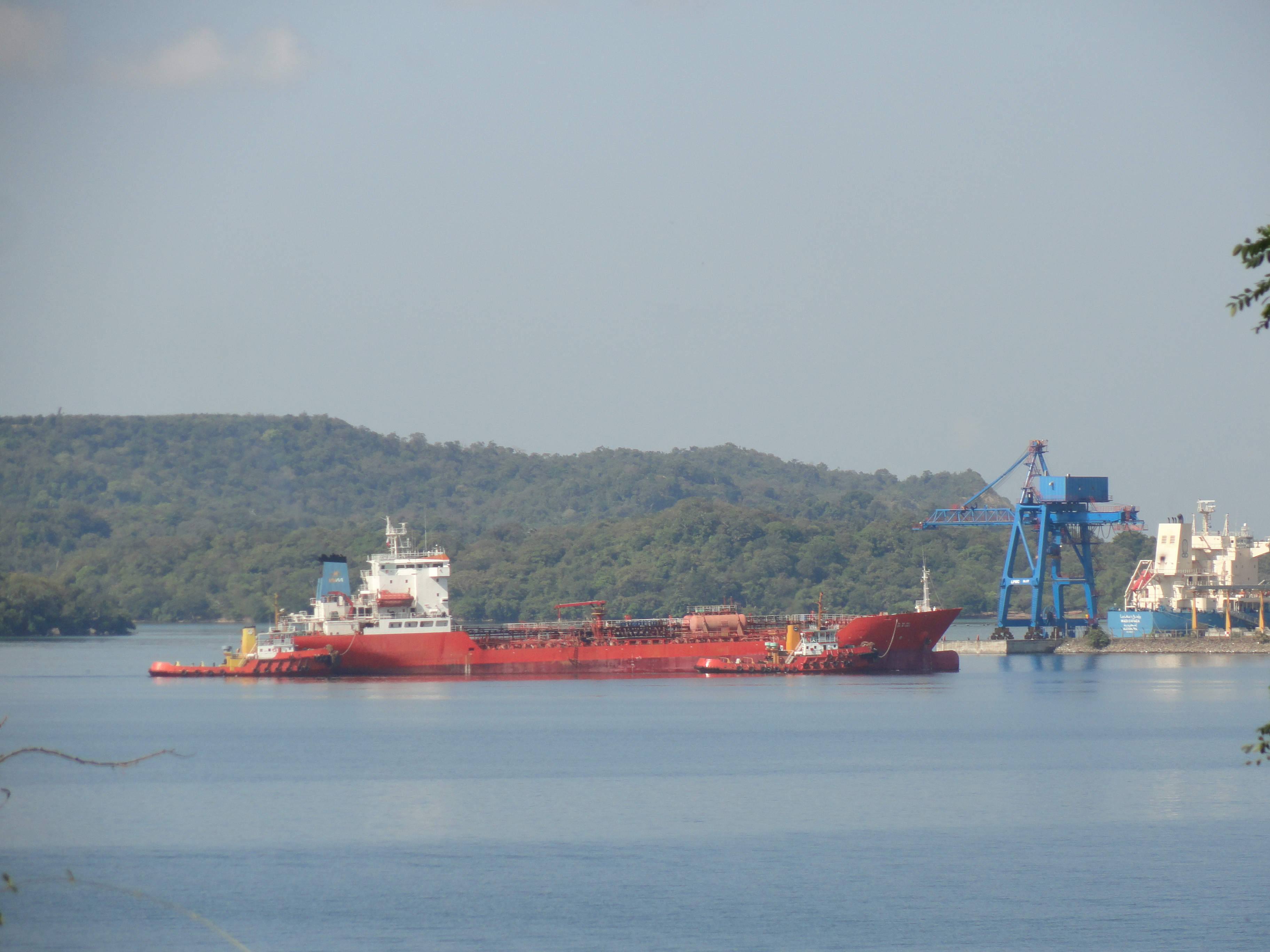
ميناء ترينكومالي

يقوم اقتصاد المحافظة الشرقية على الزراعة، وتُعرف المحافظة باسم "مخزن حبوب سريلانكا" إذ تنتج 25٪ من إنتاج الأرز في البلاد و17٪ من إنتاج الحليب و21٪ من إنتاج الأسماك. يُسهم القطاع الصناعي بنسبة 34٪ من الناتج المحلي الإجمالي للمقاطعة، ينمو هذا القطاع مع بناء مناطق معالجة الصادرات مثل منطقة سامبور الصناعية الثقيلة وتعزيز ميناء ترينكومالي لتصدير البضائع السائبة والصناعات الثقيلة.
تزدهر السياحة في المقاطعة بفضل المنتجعات والفنادق الساحلية وأهم الوجهات بها البحيرات والشواطئ مثل باسيكودا ونيلافيلي وأوبوفيلي وكالكودا مع المواقع التاريخية والمعالم الطبيعية.

## الحكومة والسياسة
جاء أول تمثيل منتخب للمحافظة بعد إصلاحات مانينغ الثانية للمجلس التشريعي في سيلان التي خصصت مقعدًا للمحافظة الشرقية. وانتخب سكان المحافظة ممثلين عنهم بعد إقرار دستور دونومور الذي نص على تمكين الاقتراع العام للبالغين.  كان يدير كل مديريات سريلانكا وكلاء الحكومة في المحافظات حتى إقرار التعديل الثالث عشر لدستور سريلانكا لعام 1978 وقانون مجالس المحافظات رقم 42 لعام 1987 الذي نص على إنشاء مجلس مديريات في كل محافظة. أُجريت الانتخابات الأولى لمجالس المحافظات في 28 أبريل 1988 في محافظات الشمالية الوسطى والشمالية الغربية وساباراغاموا ويوفا.
أجريت الانتخابات في المحافظة الشمالية الشرقية المدمجة حديثًا في 19 نوفمبر 1988. ولكن زورت قوة حفظ السلام الهندية، التي كانت تسيطر على المحافظة الشمالية الشرقية في ذلك الوقت، الانتخابات في الشمال لصالح جبهة التحرير الثورية الشعبية لإيلام وجبهة إيلام الوطنية للتحرير الديمقراطي—وهي مجموعات شبه عسكرية تدعمها الهند— التي فزات بجميع المقاعد الـ36 في الشمال دون أي منازع. أما في الشرق ففاز المؤتمر الإسلامي السريلانكي بـ17 مقعدًا وجبهة التحرير الوطني التاميلية بـ12 مقعدًا وجبهة إيلام الوطنية للتحرير الديمقراطي بـ5 مقاعد وحصل الحزب الوطني المتحد على مقعد واحد. وأصبح أنامالاي فاراتاراجا بيرومال من جبهة التحرير الثورية لتحرير الجبهة الوطنية في 10 ديسمبر 1988 أول رئيس وزراء لمجلس المحافظة الشمالية الشرقية.
قدم بيرومال اقتراحًا في مجلس المحافظة الشمالية الشرقية يُعلن فيه استقلال إيلام التاميلية وقتما كانت القوات الهندية لحفظ السلام تستعد للانسحاب من سريلانكا في 1 مارس 1990.

## روابط خارجية
- Eastern Provincial Council